# Anders Skaarseth
Anders Skaarseth (Lillehammer, Oppland, 7 de maig de 1995) és un ciclista noruec, professional des del 2017 i actualment a l'equip Joker Icopal.

## Palmarès
- 2017
  -  Campió de Noruega en ruta sub-23
- 2019
  - Vencedor d'una etapa a la Volta a l'Alta Àustria